# Rašeliniště Loučky
Rašeliniště Loučky je přírodní rezervace poblíž obce Vílanec v okrese Jihlava v nadmořské výšce 590–600 metrů. Oblast spravuje Krajský úřad Kraje Vysočina. Důvodem ochrany je zachování typického rašeliniště Vysočiny se vzácnou a ohroženou květenou.